# Charles François Leblanc
Charles François Leblanc est un homme politique français né le 5 décembre 1760 à Senlis et décédé le 8 janvier 1807 à Paris.
Reçu avocat en 1780, il appartient à la garde nationale de Senlis en 1789. Procureur syndic du district en 1790, président du tribunal en 1791, il est élu député de l'Oise au Conseil des Cinq-Cents le 26 germinal an VII. Rallié au coup d'État du 18 Brumaire, il siège au Corps législatif jusqu'en 1803.

## Sources
- « Charles François Leblanc », dans Adolphe Robert et Gaston Cougny, Dictionnaire des parlementaires français, Edgar Bourloton, 1889-1891 [détail de l’édition]